# Heart West Midlands
Heart West Midlands  est une radio locale indépendante, elle est diffusée dans le comté du West Midlands, en Angleterre. Elle a été fondée le 6 septembre 1994 et fait partie de Heart Network. La station est située au 111 Broad Street à Birmingham, elle est principalement destinée aux personnes de 25 à 44 ans.